# Pyrausta flavoviolalis
Pyrausta flavoviolalis là một loài bướm đêm trong họ Crambidae.